# Virusinfektion
Unter einer Virusinfektion oder Virose versteht man die Infektion (Ansteckung) einer Lebensform – z. B. Mensch, Tier, Pflanze – mit Viren. Diese dringen in deren Organismus ein und vermehren sich dort. Eine Virusinfektion kann eine Infektionskrankheit nach sich ziehen, die durch bestimmte Symptome gekennzeichnet ist, aber auch symptomfrei verlaufen kann. Eine schleichende, langsame Virusinfektion wird fachsprachlich als »Slow-Virus-Infektion« bezeichnet.
Viren sind nur innerhalb von Wirtszellen vermehrungsfähig. Dabei bevorzugt jede Virusart eine mehr oder weniger große Bandbreite von Organismen, d. h. bestimmte Zellen, Organe oder Lebewesen. Die infizierte Zelle kann vom Immunsystem eines Organismus als solche erkannt und durch dessen Immunabwehr eliminiert (beseitigt) werden.
Im Laufe der Evolution setzen sich jene Viren durch, die am besten an ihren Reservoirwirt angepasst sind. Die Schädigung des Reservoirwirts bis hin zu seinem Tod ist für ein Virus kein vorteilhafter Effekt, da es zur eigenen Vermehrung auf diesen Wirt angewiesen ist. Die dennoch von diesem Virus beim Reservoirwirt ausgelösten Erkrankungen sind letztlich nur Nebeneffekte der Infektion. Beim Menschen gibt es sowohl harmlose wie auch unbehandelt oder behandelt extrem gefährliche Virusinfektionen.
Weltweit verbreitet und erfolgreich sind daher beispielsweise die Schnupfen verursachenden Rhinoviren und Viren, die Warzen oder Herpes simplex verursachen. Besonders gefährlich sind Infektionen von Viren, die noch nicht an den Menschen als Wirt angepasst sind, wie beispielsweise das Marburg-Virus und Ebola-Virus. Manche Viren wie das HI-Virus und die Tollwut verursachenden Viren vermehren sich erfolgreich, indem sie ihre Wirte über ausreichende Zeit hinweg scheinbar unbeeinträchtigt lassen, während diese die Viren schon übertragen können.
Nur gegen eine begrenzte Anzahl von Virusinfektionen sind gegenwärtig zur Vorbeuge schützende Impfungen möglich. Im Folgenden werden nur Virusinfektionen beim Menschen behandelt.

## Tröpfcheninfektion
Über Tröpfcheninfektion werden z. B. die Kinderkrankheiten mit Hauterscheinungen Masern, Mumps, Röteln, Ringelröteln, Drei-Tage-Fieber oder Windpocken übertragen. Dabei kündigen sich z. B. die Masern durch Schnupfen, Husten und durch kleine weiße Flecken auf der Innenseite der Wangen an. Etwa zwei Wochen später entstehen dann die typischen roten Flecken auf der Haut. Die Viren dringen bei diesem Infektionsweg in erster Linie über die Schleimhaut des Mundes, der Nase, der Augen und des Atemtraktes in den Körper ein. Der Erreger der Windpocken, das Varizella-Zoster-Virus, gehört zu den Herpesviren und persistiert nach Ende der Krankheit lebenslang in sensiblen Nervenzellen. In höherem Alter bei zellulärer Immundefizienz kann das Virus als Gürtelrose reaktivieren.
Diskutiert wird auch eine Übertragungsmöglichkeit von Viren durch Aerosolnebel, Tröpfcheninfektion, bei der Arbeit an medizinischen Testgeräten.

## Kontaktinfektion bzw. Schmierinfektion
Sehr häufig ist die Infektion über Kontaktinfektion bzw. Schmierinfektion mittels fäkal verunreinigter Nahrung und anderer Gegenstände, infizierter Tiere oder Personen. Die Viren dringen dann über kleinste Verletzungen auf der Haut oder über die Schleimhaut des Mundes, der Nase, der Augen, des Atemtraktes bzw. des Magens und Darmes in den Körper ein. Deshalb verursachen viele Viren zunächst Beschwerden im Nasenrachenraum oder eine Durchfallerkrankung (Lokalinfektion).
Darmviren sind meist unbehüllte Viren, weil diese umweltstabiler sind. Behüllte Viren werden meist nur über Tröpfcheninfektion oder direkten Kontakt übertragen. Nach einer Inkubationszeit von Tagen bis Wochen (meistens ungefähr zwei Wochen) können dann je nach Virus spezifischere Krankheitssymptome an anderen Organen des Körpers auftreten (generalisierte Infektion).
Ebolafieber und Hepatitis B werden auch durch Hautkontakt mit Blut, Kontaktinfektion bzw. Schmierinfektion übertragen, weil Viren durch winzige, unsichtbare Wunden in der Haut (Mikroläsionen) eindringen können.
Das Poliovirus übertragen durch Kontaktinfektion bzw. Schmierinfektion lebt im Darm, macht dort aber kaum Beschwerden, wenn es sich nicht weiter ausbreitet – sonst kann es zum Krankheitsbild der Kinderlähmung kommen. Auch die Erreger der akuten Hepatitis (A und E) gehören zu den Darmviren, nur bei Befall der Leber führen sie zu den Symptomen der Gelbsucht.
Tollwut wird oft über einen Tierbiss übertragen und ist als eine Kontaktinfektion aufzufassen, da eine Infizierung über Mikroverletzung der Haut (z. B. Hand) bei Berührung eines infizierten lebenden oder toten Tieres ebenfalls möglich ist. Diese Virenart wird mittlerweile auf Grund von internationalen Impfmaßnahmen nicht mehr sehr häufig übertragen. Ohne vorbeugende oder sofort nach einer Infektion vorgenommenen Impfung führt die Infektion nach wie vor trotz moderner Virostatika zu einer Erkrankung mit tödlichem Ausgang.

## Infektion über Austausch von Körperflüssigkeiten
Manche Viren werden nur durch Austausch von Körperflüssigkeiten bei direktem Blut- oder Schleimhautkontakt (Bluttransfusion, Nadelstich, Geschlechtsverkehr) übertragen, hier sind HIV und die chronische Hepatitis (B und C) von Bedeutung.
Siehe auch Bluterkrankheit (Hämophilie).
Röteln, Masern, Ringelröteln und das Cytomegalievirus werden auch auf das ungeborene Kind übertragen. Beim Geburtsvorgang können HIV, Hepatitis B und Herpes simplex übertragen werden.

## Infektion über blutsaugende Insekten
Weltweit gesehen ist die Infektion über blutsaugende Insekten ein durchaus bedeutender Übertragungsweg. Genau betrachtet gehört dieser Infektionsweg in die Abteilung Infektion durch Austausch von Körperflüssigkeiten, er wird jedoch immer gesondert betrachtet. Die Gruppe aller durch blutsaugenden Insekten übertragenen Viren fasst man auch außerhalb der üblichen Taxonomie unter der Bezeichnung Arboviren (engl. arthropod borne viruses) zusammen.
Blutsaugende Insekten können als Vektoren diverse Viren auf zwei unterschiedlichen Wegen Übertragen.
- 1. Epidemiologisch bedeutsam und sofort auffällig ist der spezifische Weg der biologischen Übertragung

Eine einzige, bestimmte Virenart überlebt nach der Nahrungsaufnahme nur einer speziellen Insektenart bei einer infizierten Person innerhalb des Insektenkörpers im aktiven Zustand, kann sich möglicherweise noch zusätzlich vermehren und/oder wandeln und infiziert bei der nächsten Nahrungsaufnahme desselben Insekts bei einer noch nicht infizierten Person dieses neue Opfer. Grundsätzlich gilt also auf diesem Wege, dass blutsaugende Insekten nur jeweils ihre speziellen Viren übertragen können.
Das FSME- und RSSE-Virus, das Louping-ill-Virus, Powassan-Virus, Kyasanur-forest-virus, Omsk-hämorrhagisches-Fieber-Virus und das Colorado-tick-Virus werden durch den Zeckenstich übertragen. Per Mückenstich übertragene Viren sind in Europa das Sandfliegen-Virus und das Sindbis-Fieber-Virus. In Nordamerika ist die gemeine kleine Hausmücke = Culex pipiens als biologischer Überträger = Vektor des West-Nil-Virus festgestellt. In den Tropen sind jedoch die Stechmücken/Moskitos als biologische Überträger diverser Viren und der von ihnen ausgelösten Erkrankungen bei Mensch (und Tier) bekannt.
- 2. unspezifische mechanische Übertragung

Potentiell ist, wie bei allen Vektoren, auch eine mechanische Übertragung aller möglichen Viren hier durch die äußere und innere Kontamination der Proboscis (des Stech-, Saugrüssels) blutsaugender Insekten möglich, wenn das Insekt während der Nahrungsaufnahme bei einer infizierten Person gestört wird und alsbald auf einer anderen nicht infizierten Person weitersaugt. Nach heutigem Kenntnisstand ist zu erwarten, dass diese Übertragungsmöglichkeit wenn überhaupt nur in Populationen mit sehr hoher Virenverbreitung gelegentlich auftreten kann.
Dieser Übertragungsweg entspricht dem der Infektion per Nadelstichverletzung bzw. mehrfach hintereinander genutzter Injektionskanülen ohne zwischenzeitliche Sterilisation, jedoch in einer anderen Größenordnung. Rein theoretisch kann die Übertragung eines einzigen Virus auf diesem Wege eine Infizierung bewirken. In der Praxis ist jedoch eine ausreichende Mindestmenge von Viren für eine Infektion erforderlich. Ob diese Mindestmenge z. B. bei einer Kontamination der Moskitoproboscis allein erreicht werden kann, ist fraglich.
Ausreichende Größenverhältnisse für eine mechanische Übertragung diverser Viren sind jedoch bei den nachtaktiven, blutsaugenden Schmetterlings-, Falterarten Calyptra eustrigata, Captra minuticornis, Calyptra orthograpta und Calyptra labilis der Familie Noctuidae und Ordnung Lepidoptera aus Süd-Ost-Asien durchaus gegeben. Mit seiner vom Saug- zum Stechrüssel umgeformten Proboscis dringen diese Falter bis zu 7 mm tief in die Haut von Säugetieren, auch Menschen, ein und saugen danach bis maximal 1 Stunde lang das Blut. Sie sind bei Abwehrbewegungen jederzeit bereit, noch vor Erreichen der Sättigung ihr Opfer zu verlassen, um alsbald bei einem neuen die Nahrungsaufnahme fortzusetzen. Andere Schmetterlingsarten wie Lobocraspis griseifulva, Arcyophora spp. und Filodes fulvidorsalis der Familien Pyralidae, Noctuidae und Geometridae aus Afrika, Brasilien und Süd-Ost-Asien nehmen Tränenflüssigkeit bei Säugetieren und Menschen auf. Mit ihrer an der Außenseite rauen Saugproboscis reiben sie am Augapfel, um ein Ansteigen der Tränenproduktion hervorzurufen, und können dem Augapfel dabei auch leichte Verletzungen zufügen. Alle diese Falterarten sind damit eindeutig auch als mechanische Krankheitsüberträger erkannt. Selbst eine Übertragungsmöglichkeit von HIV wird diskutiert.
Weiterhin wurde schon 1965 (von Luedke et al.) eine rein mechanische Übertragung des Blue-Tonge-Virus durch Arthropoden wie z. B. durch die Schaflausfliege (Melophagus ovinus) nachgewiesen.
Nicht nur in Afrika sind Bremsen durch ihren Stich auch für die mechanische Übertragung von Milzbrand, Weilsche Krankheit und Tularämie auf den Menschen verantwortlich. Da im Besonderen Pferdebremsen (Tabanus sudeticus) und Wadenstecher (Stomoxys) das zu den Lentiviren gehörende EIA-Virus auf mechanischem Wege übertragen können, besteht auch eine theoretische Möglichkeit, dass durch diese großen blutsaugenden Insekten das ebenfalls zur selben Gattung gehörende HI-Virus auf diesem Wege übertragen werden kann. Der Saugrüssel dieser Insektenarten ist groß genug, auch diese Virenart in für eine Infektion ausreichender Menge jeweils wie in einer Injektionskanüle innen und außen vorübergehend zu speichern. Allerdings sind beim HI-Virus bisher keine derartigen Übertragungsfälle bekannt geworden.

## Lokale Virusinfektionen
Die meisten bisher genannten Virusinfektionen mit ihren mehr oder weniger spezifischen Symptomen z. B. an der Haut, an der Leber oder am Nervensystem sind generalisierte Infektionen. Im Gegensatz dazu verursachen manche Viren nur Lokalinfektionen im Atem- oder Verdauungstrakt, seltener an den Hirnhäuten oder am Auge. Hier sind die Symptome der verschiedenen Viren und Bakterien dann ähnlich. Der Arzt muss zwischen ihnen unterscheiden, um etwa unnötige Antibiotikagaben zu vermeiden.
Infektionen der oberen Atemwege sind meistens viral, typisch sind Husten und Schnupfen durch Rhinoviren, RSV oder Parainfluenzaviren. Die echte Influenza (Grippe) zeichnet sich durch Halsschmerzen und trockenen Husten ohne Schnupfen sowie Fieber mit Kopf- und Gliederschmerzen aus. Eine besondere Therapie ist nicht notwendig. Eine Mandelentzündung kann dagegen durch Bakterien verursacht sein oder durch Coxsackie-Virus A oder Epstein-Barr-Virus. Virusinfektionen sind nicht eitrig. Eine Lungenentzündung durch RSV oder Parainfluenzaviren ist interstitiell, d. h. diffus zwischen den Zellen verteilt und im Röntgenbild schlecht zu sehen (im Gegensatz zu einer alveolären Pneumonie durch Bakterien). Der Husten ist ohne Auswurf und begleitet von einer Infektion der oberen Atemwege, also Schnupfen, Husten, Kopfschmerzen und Fieber. Auch eine Hirnhautentzündung verläuft bei Viren milde, im Liquor cerebrospinalis findet sich kein Eiter. Hirnhautentzündungen werden meistens von Erregern verursacht, die sich auch in den Atemwegen finden, weil sie von dort über Läsionen in die Blutbahn gelangen.
Auch Darminfektionen durch Viren (Humane Rotaviren, Humane Adenoviren) oder seltener Bakterien bedürfen normalerweise keiner besonderen Diagnostik oder medikamentösen Therapie. Bei Durchfall ist es wichtig, viel Wasser und Salz zu sich zu nehmen.
Das Herpes-simplex-Virus wird durch Speichel oder durch Geschlechtsverkehr übertragen und verursacht typische Bläschen an den Lippen (Herpes labialis meist durch Typ 1) oder an der Schleimhaut im Urogenitalbereich (Herpes genitalis, meist Typ 2). Der Herpes simplex verschwindet nach erfolgreicher Immunabwehr und das Virus persistiert lebenslang in sensiblen Nervenzellen, ähnlich wie das Varizella-Zoster-Virus.
Viren können auch eine Bindehaut- oder Hornhautentzündung am Auge erregen.
Viren verursachen keine Blutvergiftung und bilden keine Toxine.

## Gefährliche Virusinfektionen
Als Faustregel gilt, dass Virusinfektionen fast immer häufiger und dafür fast immer harmloser sind als andere Infektionen. Die meisten Menschen sind latent mit Herpes-simplex-Viren, Varizella-Zoster-Viren, Cytomegalieviren und Epstein-Barr-Viren infiziert. Manche scheinbar harmlosen Kinderkrankheiten können jedoch Organschäden hinterlassen, wenn nicht vorher geimpft wurde. Ein ungeborenes Kind ist bei derartigen Infektionen besonders stark gefährdet.
Ausnahmen stellen die nicht an den Menschen als Hauptwirt (Reservoirwirt) angepassten Viren dar, die auf den Menschen übertragen wurden, wie z. B. Tollwut, HIV, Ebolafieber, Marburg-Fieber oder SARS. Solche Erreger sind extrem gefährlich. Die durch sie verursachten Krankheiten haben eine hohe Todesrate (Letalität).
Einige Viren sind entscheidend bei der Entstehung von bestimmten Krebsformen, wenn sie über lange Zeit eine latente Infektion verursachen. In fast allen Zervixkarzinomen lassen sich Papillomviren nachweisen, Epstein-Barr-Virus ist mit dem endemischen Burkitt-Lymphom und dem Nasopharynxkarzinom assoziiert.
Auch bei Immunsuppression (z. B. bei AIDS, bei einer Chemotherapie oder nach einer Organtransplantation) können Viren gefährlich werden, die sonst vielleicht ohne Symptome in Zellen persistieren. Um bei einer Organtransplantation das Risiko einer Virusübertragung zu vermeiden, werden bei allen Organspendern in Deutschland folgende Virus-Tests durchgeführt: HIV, Hepatitis B, Hepatitis C, Cytomegalievirus und Epstein-Barr-Virus. Des Weiteren wird das Blut jedes Organspenders auf Toxoplasmose und Syphilis untersucht. Bei Verdacht auf andere Infektionen oder bei Hinweisen auf Infektionserkrankungen in der Vorgeschichte können auch zusätzliche Tests in spezialisierten Labors durchgeführt werden, um Organempfänger vor übertragbaren Krankheiten zu schützen.
Für solche schweren Fälle stehen Virostatika zur Therapie zur Verfügung. Im Gegensatz zu Antibiotika gegen Bakterien wirken diese aber oft unzureichend und werden schlecht vertragen. Deshalb wird gegen einheimische Viren, soweit sie nicht ganz harmlos sind, routinemäßig nach einem bestimmten Impfkalender prophylaktisch geimpft. Andere Impfungen sind nur Indikationsimpfungen vor Reisen in Endemiegebiete, z. B. Gelbfieber in Afrika und Südamerika.

## Virusdiagnostik
Zur Ausschlussdiagnostik kann ein PCT-Test (Procalcitonin) dienen, der bei einer Vireninfektion nur eine mäßige Erhöhung (100–1.000), dagegen bei Bakterien eine deutliche Erhöhung (< 10.000) zeigt.
Ist eine spezifische Diagnose notwendig, gibt es nach der diagnostischen Lücke immunologische und molekularbiologische Testverfahren zum Nachweis von Antigenen oder Antikörpern. Allgemein weist man spezifische Antikörper gegen das Virus nach, welche jedoch erst einige Tage nach der Infektion auftreten. IgM-Antikörper weisen auf eine frische Infektion hin, IgG-Antikörper können auf eine chronische Infektion oder auf eine bestehende Immunität hinweisen. Bei Masern, Mumps, Röteln, Influenza und Adenoviren kann man das Hämagglutinin nachweisen. Beim Epstein-Barr-Virus macht man sich diagnostisch zunutze, dass der Patient Antikörper bildet, die auch gegen Schaferythrozyten kreuzreagieren (Verklumpung in der Paul-Bunnell-Reaktion). Man kann auch die DNA oder RNA eines Virus mittels PCR bzw. RT-PCR nachweisen. Viele Viren können, je nach Tropismus auch in einer Zellkultur vermehrt werden, wo anhand der Lyse der Zellen das Virus beurteilt werden kann. Die Transmissionselektronenmikroskopie dient vor allem der Schnelldiagnostik.

## Virusinfektionen nach Infektionsweg
Tröpfcheninfektion:
- Influenza (echte Grippe)
- Schnupfen, Husten (durch Rhinoviren, RSV, Parainfluenzaviren)
- Masern
- Mumps (Parotitis epidemica, durch Mumps orthorubulavirus)
- Röteln
- Ringelröteln (Erythema infectiosum, durch Parvovirus B19)
- Drei-Tage-Fieber (Exanthema subitum, durch HHV 6)
- Windpocken (durch Varizella-Zoster-Virus)
- Pfeiffer-Drüsenfieber (Mononucleosis infectiosa, durch Epstein-Barr-Virus)
- SARS (durch das SARS-Coronavirus)
- COVID-19 (durch das SARS-Coronavirus-2)
- Zytomegalie

Schmierinfektion / Kontaktinfektion (durch Berührung kontaminierter Gegenstände, infizierter Tiere und Personen):
- Durchfall (Diarrhoe, durch Humane Rotaviren, Adenoviren)
- Hepatitis A oder E (Gelbsucht)
- Kinderlähmung (Polio)
- Herpes labialis
- Warzen (Humanes Papillomvirus)
- Tollwut (über Tierbiss und Kontakt)
- Lassa-Fieber
- Ebolafieber
- Marburg-Fieber
- Hanta-Virus-Fieber (über Urin von Nagetieren)
- Maul- und Klauenseuche (Maul-und-Klauenseuche-Virus)
- Bornholmsche Krankheit (durch Coxsackie-B-Virus)
- Mundfäule (Stomatitis aphthosa, durch Herpes-simplex-Viren)

Infektion über blutsaugende Insekten: (durch Arboviren: Stich oder Biss)
- FSME (über Zeckenstich)
- RSSE (über Zeckenstich)
- Louping-ill-Enzephalitis (über Zeckenstich)
- Powassan-Enzephalitis (über Zeckenstich)
- Kyasanur-forest-Fieber (über Zeckenstich)
- Omsk-hämorrhagisches-Fieber (über Zeckenstich)
- Colorado-tick-Fieber (über Zeckenstich)
- Gelbfieber (über Mückenstich)
- Denguefieber (über Mückenstich)
- Japanische Enzephalitis (über Mückenstich)
- West-Nil-Fieber (über Mückenstich)
- Chikungunya-Fieber (über Mückenstich)
- O’nyong-nyong-Fieber (über Mückenstich)
- Rift-Tal-Fieber (über Mückenstich)
- Pappatacifieber (über Mückenstich)
- Ross-River-Fieber (über Mückenstich)
- Sindbis-Fieber (über Mückenstich)
- Mayaro-Fieber (über Mückenstich)
- Murray-Valley-Enzephalitis (über Mückenstich)
- St. Louis-Enzephalitis (über Mückenstich)
- Rocio-Enzephalitis (über Mückenstich)
- California-Enzephalitis (über Mückenstich)
- Bunyamwera-Fieber (über Mückenstich)
- Oropouche-Fieber (über Mückenstich)
- Hepatitis B (auch über den Stich der Cimex lectularius=gemeine Bettwanze und Cimex hemipterus=tropische Bettwanze)

Infektion über Austausch von Körperflüssigkeiten bei Geschlechtsverkehr, Bluttransfusion oder Nadelstichverletzung (potenziell sind alle im Blut zirkulierenden Erreger auch durch dieses übertragbar):
- AIDS (durch HIV)
- Hepatitis B, Hepatitis C und Hepatitis D
- Zytomegalie
- Herpes genitalis

Infektion über Austausch von Körperflüssigkeiten im Mutterleib mit besonderen Risiken für das Ungeborene (pränatal):
- Herpes simplex
- Masern
- Ringelröteln
- Röteln
- Zytomegalie

Infektion über Austausch von Körperflüssigkeiten beim Geburtsvorgang (perinatal):
- AIDS (durch HIV)
- Hepatitis B (Gelbsucht)
- Herpes neonatorum